# Ати (Марна)
Ати (фр. Athis) насеље је и општина у североисточној Француској у региону Шампања-Ардени, у департману Марна која припада префектури Шалонс ан Шампањ.
По подацима из 2011. године у општини је живело 823 становника, а густина насељености је износила 48,76 становника/km². Општина се простире на површини од 16,88 km². Налази се на средњој надморској висини од 76 метара.

## Демографија
| 1962. | 1968. | 1975. | 1982. | 1990. | 1999. | 2011. |
| ----- | ----- | ----- | ----- | ----- | ----- | ----- |
| 538   | 547   | 547   | 588   | 669   | 758   | 823   |

График промене броја становника у току последњих година